# Tabanus ruoqiangensis
Tabanus ruoqiangensis är en tvåvingeart som beskrevs av Qiao Ping Xiang och Xu 1986. Tabanus ruoqiangensis ingår i släktet Tabanus och familjen bromsar. Inga underarter finns listade i Catalogue of Life.